# شتانگروده
شتانگروده (به آلمانی: Stangerode) یک منطقهٔ مسکونی در آلمان است که در آرناشتاین، زاکسن-آنهالت واقع شده‌است. شتانگروده ۳۶۵ نفر جمعیت دارد.